# John Orr Young
Pour les articles homonymes, voir Young.
John Orr Young, né le 25 juin 1886 à Leon (Iowa) et mort le 1er mai 1976 à Southbury est un annonceur américain. Il a cofondé, avec  Raymond Rubicam, l'agence de publicité Young & Rubicam en 1923 à Philadelphie.

## Biographie
Après des études au Lake Forest College de 1906 à 1908, il obtient son premier emploi dans la publicité au Salt Lake City Tribune en 1909. En 1910, il rejoint Lord & Thomas où, en 1913, il est engagé par Procter & Gamble pour gérer la publicité de la marque Crisco.
En 1918, il travaille pour l'agence Armstrong de Chicago, où il partage un bureau avec Raymond Rubicam. En 1921, il est employé par N. W. Ayer & Son, où Rubicam est à nouveau son collègue. En 1923, Rubicam se voit refuser une promotion au rang d'associé, et lui et Young quittent Ayer pour fonder leur propre agence.
En juin 1927, Young quitte le poste de président de Young & Rubicam et en 1934, il se retire de l'entreprise,.
En 1937, il devient consultant pour WPB à Washington. En 1940, Young travaille pour la campagne présidentielle infructueuse de Wendell Willkie. Il lance sa propre compagnie de relations publiques en 1945 et, au lendemain de la Seconde Guerre mondiale, il correspond avec Dwight D. Eisenhower au sujet de sa campagne présidentielle, et on lui attribue le lancement du mouvement Draft Eisenhower.
En 1949, Harper and Brothers publie son livre Adventures in Advertising.

## Vie privée
Marié à trois reprises, il a trois enfants, deux garçons et une fille. Il est l'arrière grand-père de la réalisatrice et productrice Cynthia Wade (en).